# Aeroportul Mayor Buenaventura Vivas
Aeroportul Mayor Buenaventura Vivas (IATA: STD, ICAO: SVSO) este un aeroport din Santo Domingo (Táchira)⁠(d), Táchira, Venezuela ce deservește zona San Cristóbal, Venezuela. A fost numit după Santo Domingo (Táchira)⁠(d).
Situat la o altitudine de 330 m, aeroportul dispune de o singură pistă.